# L'isola dei famosi (seconda edizione)
La seconda edizione del reality show L'isola dei famosi è andata in onda in prima serata su Rai 2 dal 17 settembre al 19 novembre 2004, con la conduzione di Simona Ventura per la seconda volta consecutiva, affiancata in studio dagli opinionisti Alfonso Signorini, Luca Giurato, Antonio Mazzi, Aldo Biscardi, Sandro Mayer, Bruno Vespa e Giada De Blanck, e con la partecipazione dell'inviato Massimo Caputi. È durata 57 giorni, ha avuto 13 naufraghi e 9 puntate e si è tenuta presso Samaná (Repubblica Dominicana).
Le vicende dei naufraghi sono state trasmesse da Rai 2 ogni venerdì in prima serata, mentre la trasmissione delle strisce quotidiane nel day-time è stata affidata a Rai 2.
L'edizione si è conclusa con la vittoria di Sergio Múñiz, che si è aggiudicato il montepremi di 200000 €.

## Produzione
La prima puntata del 17 settembre 2004 è terminata in anticipo a causa dell'uragano Jeanne che si è abbattuto sulla Repubblica Dominicana e sulla penisola di Samaná, mentre lo sbarco dei naufraghi si è svolto nella puntata del 24 settembre.
In questa edizione è stato introdotto il meccanismo dell'ultima spiaggia, in modo da permettere al concorrente di rientrare nuovamente in gioco. Su l'ultima spiaggia ha vissuto prima Valerio Merola e subito dopo la sua eliminazione, ci ha vissuto da Sergio Múñiz per oltre cinquanta giorni.
La fascia preserale è stata affidata all'inviato Massimo Caputi, che ha condotto e curato la striscia day-time. Inoltre la domenica ci sono stati dei collegamenti durante Quelli che....
Il 26 novembre 2004 è andato in onda il gran galà di chiusura soprannominato Tutti a casa.

## Conduzione
L'edizione è stata condotta per la seconda volta consecutiva da Simona Ventura, mentre l'inviato è stato Massimo Caputi. Tra i vari opinionisti presenti in studio con variazioni in ogni puntata: Alfonso Signorini, Luca Giurato, Antonio Mazzi, Aldo Biscardi, Sandro Mayer, Bruno Vespa e Giada De Blanck.

## Ambientazione

### L'isola
Il luogo in cui i novelli naufraghi sono vissuti è stata la penisola di Samaná collocata a 245 km da Santo Domingo, capitale della Repubblica Dominicana.

### Lo studio
La diretta dallo studio è stata trasmessa dallo studio TV3 del Centro di produzione Rai di Corso Sempione a Milano, con una scenografia totalmente rinnovata.

## I naufraghi
L'età dei concorrenti si riferisce al momento dello sbarco sull'isola.
| Concorrente                | Età     | Professione                       | Giorni | Luogo di nascita | Stato                |
| -------------------------- | ------- | --------------------------------- | ------ | ---------------- | -------------------- |
| Sergio Múñiz               | 29 anni | Modello                           | 1-57   | Bilbao           | Vincitore            |
| Kabir Bedi                 | 58 anni | Attore                            | 1-57   | Lahore           | Secondo classificato |
| Salvatore "Totò" Schillaci | 39 anni | Ex calciatore                     | 1-57   | Palermo          | Terzo classificato   |
| Francesco Facchinetti      | 24 anni | Cantante, conduttore radiofonico  | 1-50   | Milano           | Eliminato            |
| Aída Yéspica               | 22 anni | Showgirl, modella                 | 1-50   | Caracas          | Eliminata            |
| Patrizia Pellegrino        | 42 anni | Attrice, showgirl                 | 1-43   | Torre Annunziata | Eliminata            |
| Antonella Elia             | 40 anni | Conduttrice TV, showgirl          | 1-43   | Torino           | Eliminata            |
| Ana Laura Ribas            | 38 anni | Conduttrice radiofonica, showgirl | 1-36   | Curitiba         | Eliminata            |
| Carmen Di Pietro           | 39 anni | Showgirl, modella                 | 15-29  | Potenza          | Eliminata            |
| Alessia Merz               | 30 anni | Attrice, showgirl, modella        | 1-22   | Trento           | Eliminata            |
| Rosanna Cancellieri        | 52 anni | Giornalista, conduttrice TV       | 1-15   | Roma             | Eliminata            |
| Valerio Merola             | 49 anni | Conduttore TV                     | 1-8    | Roma             | Eliminato            |
| Paolo Calissano            | 37 anni | Attore, conduttore TV             | 1-8    | Genova           | Ritirato             |

## Tabella delle nomination e dello svolgimento del programma
Legenda
     Concorrente leader con il potere di mandare nomination ed immune
     Concorrente immune dalle nomination
     Concorrente in isolamento

|                        | Settimana 1               | Settimana 2                       | Settimana 3                         | Settimana 4                         | Settimana 5                         | Settimana 6                         | Settimana 6                         | Settimana 7                         | Ultima settimana                               | Ultima settimana                               | Ultima settimana                               | Numero totale di nomination |
| ---------------------- | ------------------------- | --------------------------------- | ----------------------------------- | ----------------------------------- | ----------------------------------- | ----------------------------------- | ----------------------------------- | ----------------------------------- | ---------------------------------------------- | ---------------------------------------------- | ---------------------------------------------- | --------------------------- |
| Leader                 | Nessuno                   | Aida                              | Francesco                           | Francesco                           | Kabir                               | Totò                                | Totò                                | Francesco                           | Nessuno                                        | Nessuno                                        | Nessuno                                        | Numero totale di nomination |
|                        |                           |                                   |                                     |                                     |                                     |                                     |                                     |                                     |                                                |                                                |                                                |                             |
| Sergio                 | Valerio Patrizia          | In isolamento                     | In isolamento                       | In isolamento                       | In isolamento                       | In isolamento                       | In isolamento                       | In isolamento                       | Vincitore (Settimana 8 - Giorno 57)            | Vincitore (Settimana 8 - Giorno 57)            | Vincitore (Settimana 8 - Giorno 57)            | 7                           |
| Kabir                  | Paolo Sergio              | Alessia                           | Alessia                             | Carmen                              | Antonella                           | Aida Patrizia                       | Aida Patrizia                       | Aida                                | Secondo classificato (Settimana 8 - Giorno 57) | Secondo classificato (Settimana 8 - Giorno 57) | Secondo classificato (Settimana 8 - Giorno 57) | 8                           |
| Totò                   | Paolo Sergio              | Alessia                           | Alessia                             | Carmen                              | Ana Laura                           | Patrizia                            | Patrizia                            | Aida                                | Terzo classificato (Settimana 8 - Giorno 57)   | Terzo classificato (Settimana 8 - Giorno 57)   | Terzo classificato (Settimana 8 - Giorno 57)   | 2                           |
| Francesco              | Paolo Sergio              | Alessia                           | Ana Laura                           | Ana Laura                           | Antonella                           | Antonella Kabir                     | Antonella Kabir                     | Kabir                               | Eliminato (Settimana 8 - Giorno 50)            | Eliminato (Settimana 8 - Giorno 50)            | Eliminato (Settimana 8 - Giorno 50)            | 1                           |
| Aida                   | Paolo Sergio              | Rosanna                           | Alessia                             | Carmen                              | Ana Laura                           | Antonella Kabir                     | Antonella Kabir                     | Totò                                | Eliminata (Settimana 8 - Giorno 50)            | Eliminata (Settimana 8 - Giorno 50)            | Eliminata (Settimana 8 - Giorno 50)            | 6                           |
| Patrizia               | Paolo Sergio              | Alessia                           | Alessia                             | Carmen                              | Ana Laura                           | Antonella Kabir                     | Antonella Kabir                     | Eliminate (Settimana 7 - Giorno 43) | Eliminate (Settimana 7 - Giorno 43)            | Eliminate (Settimana 7 - Giorno 43)            | Eliminate (Settimana 7 - Giorno 43)            | 7                           |
| Antonella              | Patrizia Kabir            | Ana Laura                         | Totò                                | Kabir                               | Francesco                           | Aida Patrizia                       | Aida Patrizia                       | Eliminate (Settimana 7 - Giorno 43) | Eliminate (Settimana 7 - Giorno 43)            | Eliminate (Settimana 7 - Giorno 43)            | Eliminate (Settimana 7 - Giorno 43)            | 5                           |
| Ana Laura              | Valerio Rosanna           | Patrizia                          | Aida                                | Kabir                               | Patrizia                            | Eliminata (Settimana 6 - Giorno 36) | Eliminata (Settimana 6 - Giorno 36) | Eliminata (Settimana 6 - Giorno 36) | Eliminata (Settimana 6 - Giorno 36)            | Eliminata (Settimana 6 - Giorno 36)            | Eliminata (Settimana 6 - Giorno 36)            | 7                           |
| Carmen                 | Non in gara               | Non in gara                       | Immune                              | Kabir                               | Eliminata (Settimana 5 - Giorno 29) | Eliminata (Settimana 5 - Giorno 29) | Eliminata (Settimana 5 - Giorno 29) | Eliminata (Settimana 5 - Giorno 29) | Eliminata (Settimana 5 - Giorno 29)            | Eliminata (Settimana 5 - Giorno 29)            | Eliminata (Settimana 5 - Giorno 29)            | 4                           |
| Alessia                | Valerio Rosanna           | Rosanna                           | Aida                                | Eliminata (Settimana 4 - Giorno 22) | Eliminata (Settimana 4 - Giorno 22) | Eliminata (Settimana 4 - Giorno 22) | Eliminata (Settimana 4 - Giorno 22) | Eliminata (Settimana 4 - Giorno 22) | Eliminata (Settimana 4 - Giorno 22)            | Eliminata (Settimana 4 - Giorno 22)            | Eliminata (Settimana 4 - Giorno 22)            | 8                           |
| Rosanna                | Paolo Sergio              | Ana Laura                         | Eliminata (Settimana 3 - Giorno 15) | Eliminata (Settimana 3 - Giorno 15) | Eliminata (Settimana 3 - Giorno 15) | Eliminata (Settimana 3 - Giorno 15) | Eliminata (Settimana 3 - Giorno 15) | Eliminata (Settimana 3 - Giorno 15) | Eliminata (Settimana 3 - Giorno 15)            | Eliminata (Settimana 3 - Giorno 15)            | Eliminata (Settimana 3 - Giorno 15)            | 5                           |
| Paolo                  | Valerio Rosanna           | Ritirato (Settimana 2 - Giorno 8) | Ritirato (Settimana 2 - Giorno 8)   | Ritirato (Settimana 2 - Giorno 8)   | Ritirato (Settimana 2 - Giorno 8)   | Ritirato (Settimana 2 - Giorno 8)   | Ritirato (Settimana 2 - Giorno 8)   | Ritirato (Settimana 2 - Giorno 8)   | Ritirato (Settimana 2 - Giorno 8)              | Ritirato (Settimana 2 - Giorno 8)              | Ritirato (Settimana 2 - Giorno 8)              | 7                           |
| Valerio                | Paolo Sergio              | Eliminato (Giorno 8)              | Eliminato (Giorno 8)                | Eliminato (Giorno 8)                | Eliminato (Giorno 8)                | Eliminato (Giorno 8)                | Eliminato (Giorno 8)                | Eliminato (Giorno 8)                | Eliminato (Giorno 8)                           | Eliminato (Giorno 8)                           | Eliminato (Giorno 8)                           | 4                           |
|                        |                           |                                   |                                     |                                     |                                     |                                     |                                     |                                     |                                                |                                                |                                                |                             |
| Nominato dal leader    | Nessuno                   | Rosanna                           | Ana Laura                           | Ana Laura                           | Antonella                           | Patrizia                            | Patrizia                            | Kabir                               | Nessuno                                        | Nessuno                                        | Nessuno                                        |                             |
| Nominato dal gruppo    | Paolo Sergio Valerio      | Alessia                           | Alessia                             | Carmen                              | Ana Laura                           | Antonella Kabir                     | Antonella Kabir                     | Aida                                | Kabir Sergio Totò                              | Kabir Sergio Totò                              | Kabir Sergio Totò                              |                             |
| Annotazioni            | [ N 2 ] [ N 3 ]           | Nessuna annotazione               | Nessuna annotazione                 | Nessuna annotazione                 | Nessuna annotazione                 | [ N 4 ]                             | [ N 4 ]                             | [ N 5 ]                             | Nessuna annotazione                            | Nessuna annotazione                            | Nessuna annotazione                            |                             |
| Salvati dal televoto   | Paolo Sergio              | Alessia                           | Ana Laura                           | Ana Laura                           | Antonella                           | Kabir                               | Kabir                               | Kabir                               | Sergio 75% per vincere                         | Sergio 75% per vincere                         | Sergio 75% per vincere                         |                             |
| Eliminati dal televoto | Valerio 73% per eliminare | Rosanna 52% per eliminare         | Alessia 57% per eliminare           | Carmen 56% per eliminare            | Ana Laura 61% per eliminare         | Antonella 47% per eliminare         | Patrizia 43% per eliminare          | Aida 85% per eliminare              | Francesco 71% per eliminare                    | Totò 57% per eliminare                         | Kabir 25% per vincere                          |                             |
| Nuovi sbarchi          | Nessuno                   | Nessuno                           | Carmen Di Pietro                    | Nessuno                             | Nessuno                             | Nessuno                             | Nessuno                             | Nessuno                             | Nessuno                                        | Nessuno                                        | Nessuno                                        |                             |
| Ritirati               | Nessuno                   | Paolo                             | Nessuno                             | Nessuno                             | Nessuno                             | Nessuno                             | Nessuno                             | Nessuno                             | Nessuno                                        | Nessuno                                        | Nessuno                                        |                             |

## Episodi di particolare rilievo
- Il primo eliminato, Valerio Merola, è rimasto da solo per una settimana sull'ultima spiaggia[5]. La settimana successiva Merola si è scontrato al televoto con il secondo eliminato, Sergio Múñiz, che ha vinto la sfida. Quest'ultimo è rimasto in isolamento fino alla fine del programma, per più di 50 giorni. Nell'ultima puntata è poi andato al televoto con i finalisti (che non sapevano che lui fosse ancora in gioco) e ha vinto l'edizione.
- Le concorrenti Antonella Elia e Aída Yéspica, in seguito ad un acceso diverbio, si sono picchiate tirandosi per i capelli e insultandosi a vicenda davanti alle telecamere.
- Durante la prima settimana, molti naufraghi vengono ricoverati per intossicazione e avvelenamento per delle "bacche sconosciute" trovate sull'isola. Gli unici immuni all'intossicazione furono Antonella Elia, Aída Yéspica, Francesco Facchinetti e Paolo Calissano[7].

## Ascolti
| Puntata             | Messa in onda     | Telespettatori | Share  |
| ------------------- | ----------------- | -------------- | ------ |
| 1                   | 17 settembre 2004 | 5 191 000      | 20,84% |
| 1                   | 24 settembre 2004 | 5 200 000      | 25,43% |
| 2                   | 1º ottobre 2004   | 5 875 000      | 27,78% |
| 3                   | 8 ottobre 2004    | 6 668 000      | 30,84% |
| 4                   | 15 ottobre 2004   | 6 730 000      | 29,75% |
| 5                   | 22 ottobre 2004   | 7 417 000      | 33,01% |
| 6                   | 29 ottobre 2004   | 8 262 000      | 35,86% |
| 7                   | 5 novembre 2004   | 9 041 000      | 37,96% |
| Semifinale          | 12 novembre 2004  | 9 426 000      | 39,90% |
| Finale              | 19 novembre 2004  | 10 977 000     | 46,02% |
| Media               | Media             | 7 479 000      | 32,73% |
| Galà - Tutti a casa | 26 novembre 2004  | 5 085 000      | 23,15% |